# Valentina Rodini
Valentina Rodini (Cremona, 28 de janeiro de 1995) é uma remadora italiana, campeã olímpica.

## Carreira
Rodini conquistou a medalha de ouro nos Jogos Olímpicos de Verão de 2020 em Tóquio na prova de skiff duplo leve feminino, ao lado de Federica Cesarini, com o tempo de 6:47.54.